# Scania série F
 (mars 2021).
Le Scania série F est un châssis d'autobus produit par Scania à plancher haut et moteur avant longitudinal.

## Modèles
- F HB4x2, standard, 1-1 essieux ;
- F HB6x2, standard,  1-2 essieux ;
- F HB8x2, articulé,  1-1+1-1 essieux.